# كوشو تاتيشي

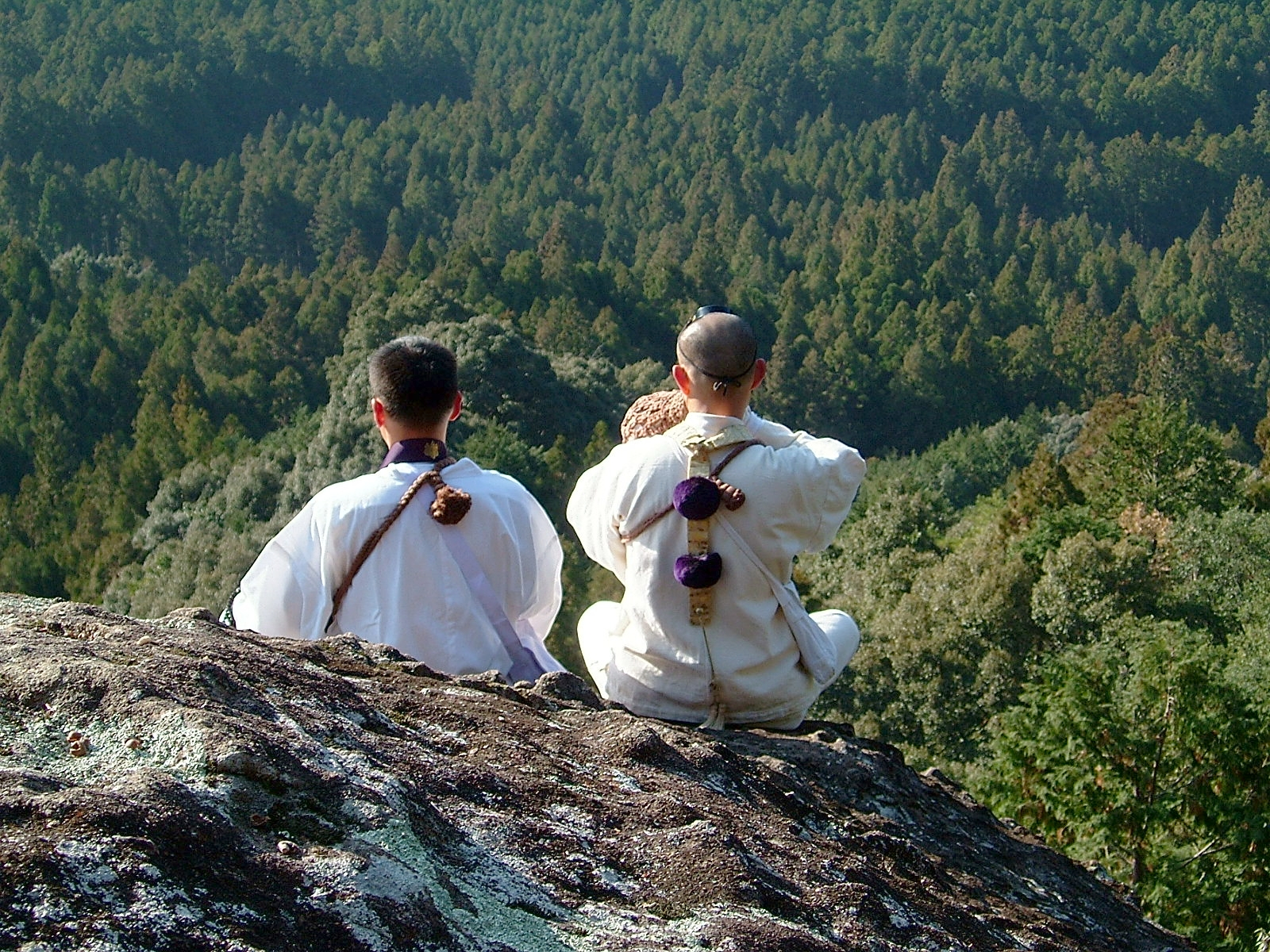
كوشو تاتيشي في كومانو

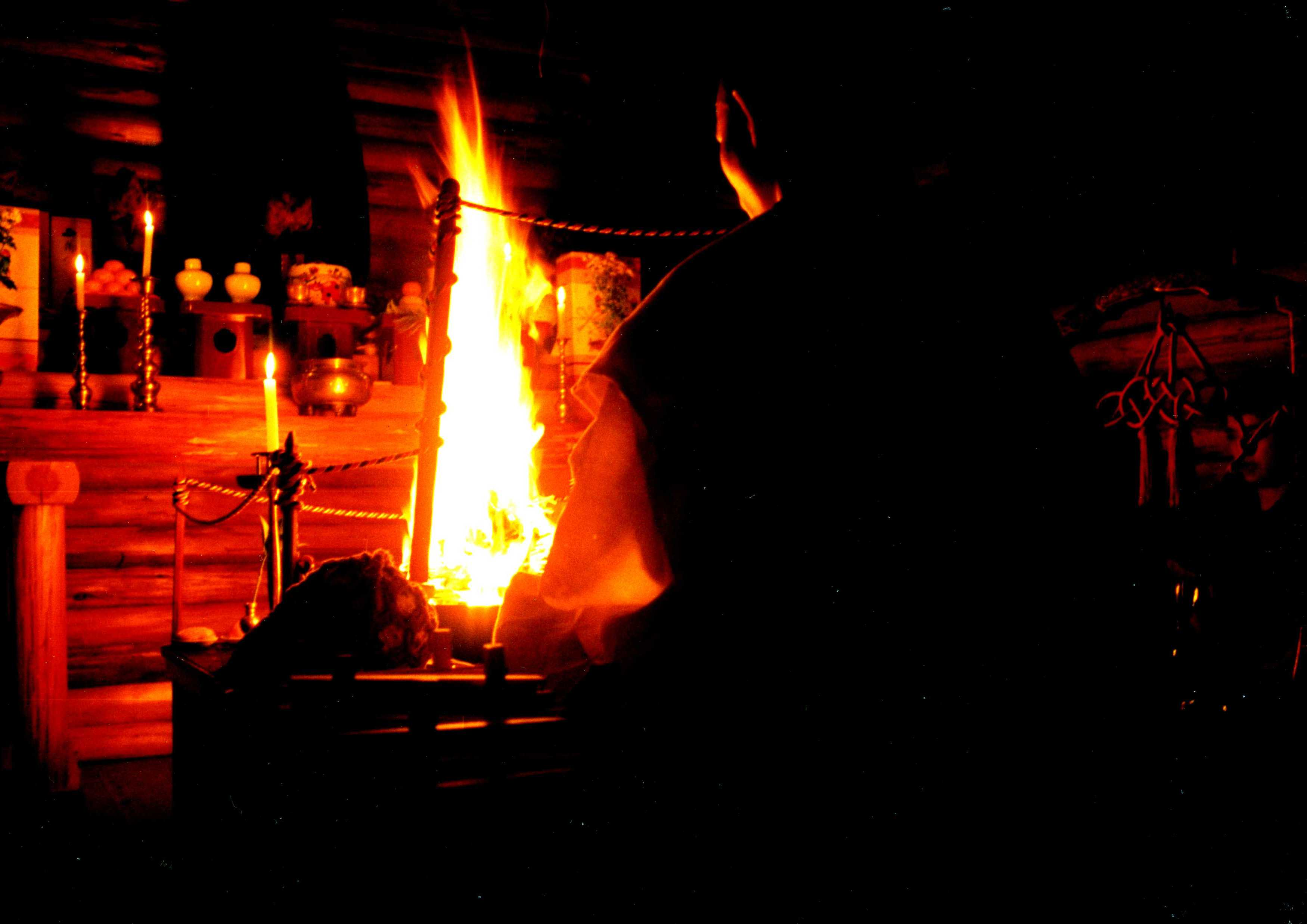
كوشو تاتيشي في فورايسان شوكاكوين

كوشو تاتيشي (باليابانية 立石光正) هو يامابوشي (زاهد) في اليابان. وقد تدرب لدى كيمبوسين-جي وهي هيئة مشرفة على الهوراغاي (بوق المحارة).

## سلطة الهوراغاي
هو معروف بسلطة الهوراغاي التي ترمز إلى اليامابوشي. وهو كذلك يقيم دورات تدريبية للهوراغاي في فورايسان شوكاكوين بكومانو في يوم الأحد الثالث من كل شهر، وهو الآن يحاول تطوير انتشار الهوراغاي.

## فورايسان شوكاكوين

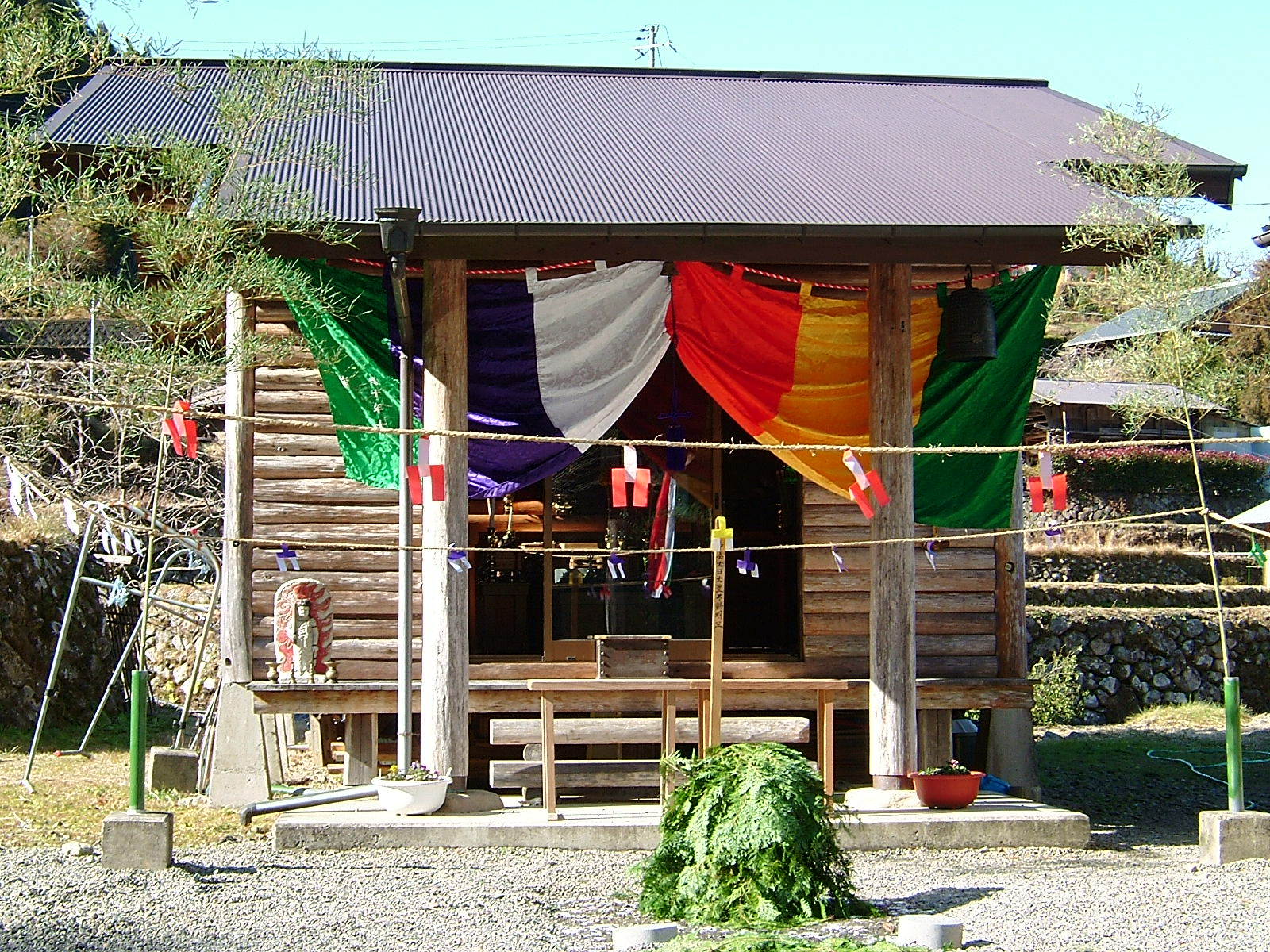
فورايسان شوكاكوين

كوشو تاتيشي يؤسس «شوغين-هونشو فورايسان شوكاكوين» (جزء من معبد كينبونسين) في أوياما 1256 كومانوغاوا-تشو، شينغو، واكاياما للإحساس بالعناصر ولجمع الخبرات والتدريب ليلا ونهارًا.

## سانسيو سانغاكورين

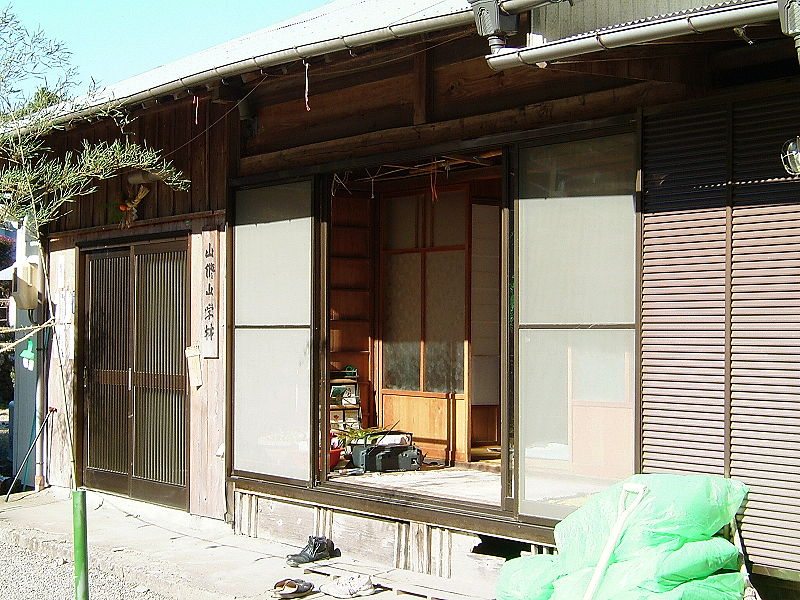
سانشو سانغاكورين

أسس كوشو تاتيشي سكنًا جامعيًّا في فورايسان شوكاكوين سماه «سانشو سانغاكورين» في الجبال بكومانو المقدسة حيث يقال أن إلهًا يابانيًّا عاش هناك.
وقد نُشر كوشو تاتيشي في مجموعة صور ناشونال جيوغرافيك.

## وصلات خارجية
- Kōshō Tateishi نسخة محفوظة 11 يوليو 2017 على موقع واي باك مشين.
- Shugendô Now trailer - Kōshō Tateishi
- Kōshō Tateishi in protest against illegal dumping